# Kirmania exilis
Kirmania exilis är en insektsart som beskrevs av Boris Petrovich Uvarov 1933. Kirmania exilis ingår i släktet Kirmania och familjen gräshoppor. Inga underarter finns listade i Catalogue of Life.